# メッカ・シャリーフ国

メッカ・シャリーフ国
شرافة مكة

メッカ・シャリーフ国（メッカ・シャリーフこく、アラビア語: شرافة مكة）、もしくはメッカ首長国 はメッカのシャリーフが統治していた非主権国家である。シャリーフとはムハンマドの孫であるハサン・イブン・アリーの子孫を指す。
このメッカ・シャリーフ国は967年頃から1916年にヒジャーズ王国へ併合されるまで存在していた。 1201年以降は、当時のシャリーフであるカターダの子孫が1925年までメッカ、メディナ、ティハーマを支配下に置いた。